# دبليو80
الدبليو80 (بالإنجليزية: W80) هو رأس حربي نووي حراري في الترسانة النووية الأمريكية ذات قوة تفجير متغير. صمم الرأس الحربي لكي يحمل من قبل الصاروخ الجوال البي جي إم-109 توماهوك أو إيه جي إم-86.
بدأ تصميم الرأس الحربي من قبل مختبر لوس ألاموس الوطني في 1976 وتم إنتاج 1750 رأس حربي ما بين 1979 و1990. تم إنتاج فئتان من الدبليو80، الأول هو الدبليو80-01 والثاني الدبليو80-00، وهناك فوارق بسيطة بينهما. حسب اتفاقية خفض الأسلحة الهجومية الاستراتيجية سيتم خفض عدد الرؤوس النووية في الترسانة الأمريكية من نوع دبليو80 بحلول عام 2013.